# Guandao (köpinghuvudort i Kina, Hubei Sheng, lat 29,22, long 113,90)
Guandao (kinesiska: 关刀, 关刀镇) är en köpinghuvudort i Kina. Den ligger i provinsen Hubei, i den centrala delen av landet, omkring 160 kilometer söder om provinshuvudstaden Wuhan. Antalet invånare är 35 537. Befolkningen består av 17 333 kvinnor och 18 204 män. Barn under 15 år utgör 18,0 %, vuxna 15-64 år 72 %, och äldre över 65 år 9,0 %.
Runt Guandao är det ganska tätbefolkat, med 160 invånare per kvadratkilometer. Guandao är det största samhället i trakten. I omgivningarna runt Guandao växer i huvudsak blandskog.
Genomsnittlig årsnederbörd är 2 078 millimeter. Den regnigaste månaden är maj, med i genomsnitt 321 mm nederbörd, och den torraste är januari, med 54 mm nederbörd.